# Piazza Sarzano
La facciata della chiesa sconsacrata di San Salvatore in Sarzano al centro della piazza
A l'antica piazza dei tornei salgono strade e strade e nell'aria pura si prevede sotto il cielo il mare

L'aria pura è appena segnata di nubi leggere

L'aria è rosa

Un antico crepuscolo ha tinto la piazza e le sue mura

E dura sotto il cielo che dura, estate rosea di più rosea estate

Intorno nell'aria del crepuscolo si intendono delle risa, serenamente, e dalle mura sporge una torricella rosa tra l'edera che cela una campana:

mentre, accanto, una fonte sotto una cupoletta getta acqua acqua ed acqua senza fretta,

nella vetta con il busto di un savio imperatore:

acqua acqua, acqua getta senza fretta,

con in vetta il busto cieco di un savio imperatore romano.
(Dino Campana, da Canti orfici, Piazza Sarzano, 1914)
Piazza Sarzano (in ligure in Sarzan) è una delle principali piazze del centro storico di Genova, situata al limite orientale del sestiere del Molo.

## Toponimo
Secondo varie fonti il nome deriverebbe dal latino Arx Jani ovvero Rocca di Giano, perché secondo la leggenda il mitico fondatore di Genova, sbarcato nella sottostante insenatura, oggi interrata, chiamata "seno di Giano", avrebbe poi fondato proprio su questa altura il primo nucleo della città.

## Descrizione

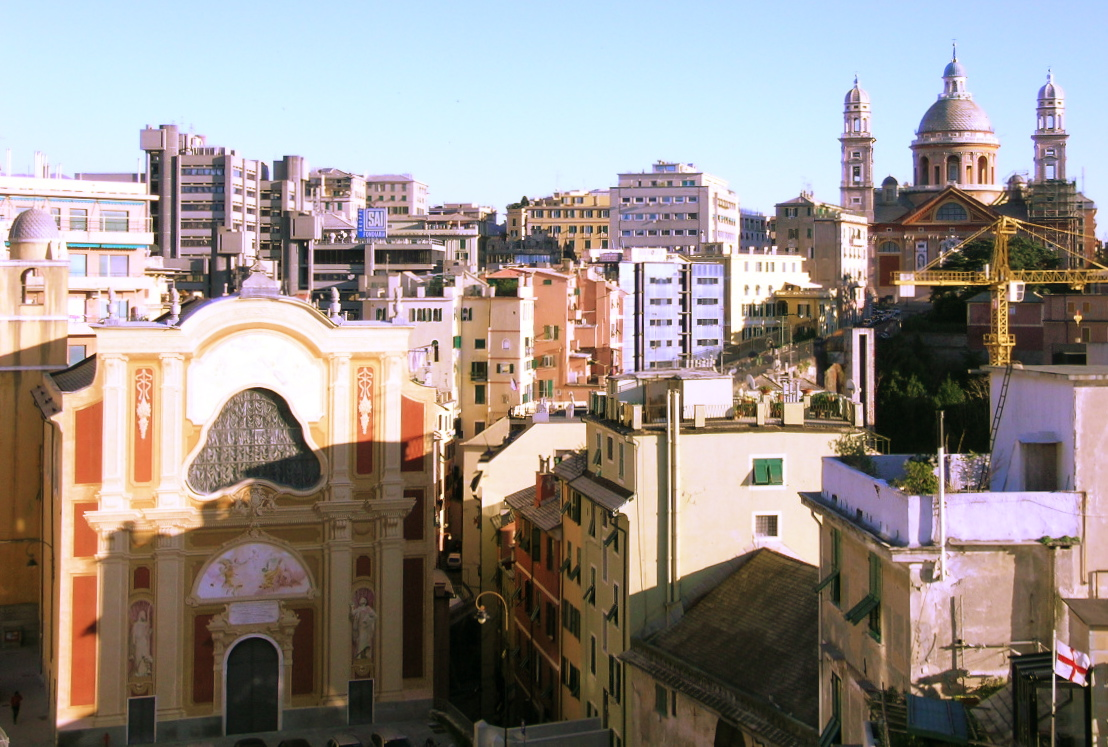
La chiesa di San Salvatore in Sarzano con, sullo sfondo, la basilica dell'Assunta, sul colle di Carignano

Piazza Sarzano è una delle piazze più grandi del centro storico di Genova e in epoca medioevale era l'unica vera piazza pubblica entro le mura cittadine.
Di forma allungata, occupa una delle sommità del colle di Castello, sede del più antico insediamento cittadino. Può essere raggiunta da diverse strade: da piazza Dante, attraverso la Porta Soprana lungo via Ravecca, dal centro storico attraverso stradone Sant'Agostino, via di S. Croce o salita S. Maria di Castello, dalla circonvallazione a mare e dalle mura della Marina percorrendo salita S. Antonio o vico sotto le Murette e infine, unico accesso veicolare (ad accesso limitato), da via E. Ravasco, che attraverso il settecentesco ponte di Carignano collega piazza Sarzano alla piazza di Carignano sul prospiciente colle omonimo, dove sorge la basilica dell'Assunta.
Il ponte scavalca la valletta del Rio Torbido, dove un tempo sorgeva il popolare rione di Via Madre di Dio, demolito negli anni settanta del Novecento e sostituito da edifici moderni, centri direzionali, e un tratto di verde urbano. A seguito di queste demolizioni, a pochi metri de piazza Sarzano, una colonna infame ricorda i vicini quartieri del centro storico scomparsi con i piani urbanistici del dopoguerra.
Un tempo la via di accesso principale, quella seguita dai cortei ufficiali e dalle processioni delle casacce, era quella che partendo dal Palazzo Ducale si snodava lungo salita Pollaiuoli, piazza San Donato e stradone Sant'Agostino; questo percorso fu poi prolungato fino alla piazza di Carignano quando i Sauli fecero costruire, nel Settecento, il ponte di Carignano.
Dal 2006 la piazza è servita dalla stazione Sarzano/Sant'Agostino della metropolitana.
Sulla piazza si affacciano alcuni storici edifici:
- Museo di Sant'Agostino. Sul lato nord della piazza, fino all'angolo con stradone Sant'Agostino, prospetta il grande convento di Sant'Agostino, oggi trasformato in museo dedicato all'arte ligure tra il X e il XVIII secolo. Il complesso comprende due chiostri, di cui uno integrato nel percorso museale ed uno più piccolo dalla caratteristica forma triangolare, visibile all'ingresso al museo. Il convento degli agostiniani fu chiuso per le leggi di soppressione emanate alla fine del XVIII secolo e dopo decenni di degrado, a cui si erano aggiunti i gravi danni causati dai bombardamenti della seconda guerra mondiale, è stato restaurato negli anni ottanta del Novecento dagli architetti Franco Albini e Franca Helg. Nel museo sono conservate numerose opere d'arte provenienti da chiese genovesi demolite per ragioni urbanistiche o distrutte da eventi bellici.
- Facoltà di architettura. Proseguendo, oltre l'incrocio con lo stradone si incontra il complesso della facoltà di architettura dell'università di Genova, che sorge sull'area un tempo occupata dalla residenza fortificata vescovile e poi dal convento di San Silvestro delle monache domenicane, distrutto dai bombardamenti della seconda guerra mondiale. Il complesso universitario, con ingresso in stradone Sant'Agostino, è entrato in funzione nel 1990 ed incorpora quanto resta del convento, costruito nel XV secolo riadattando l'antico castello vescovile.[5]

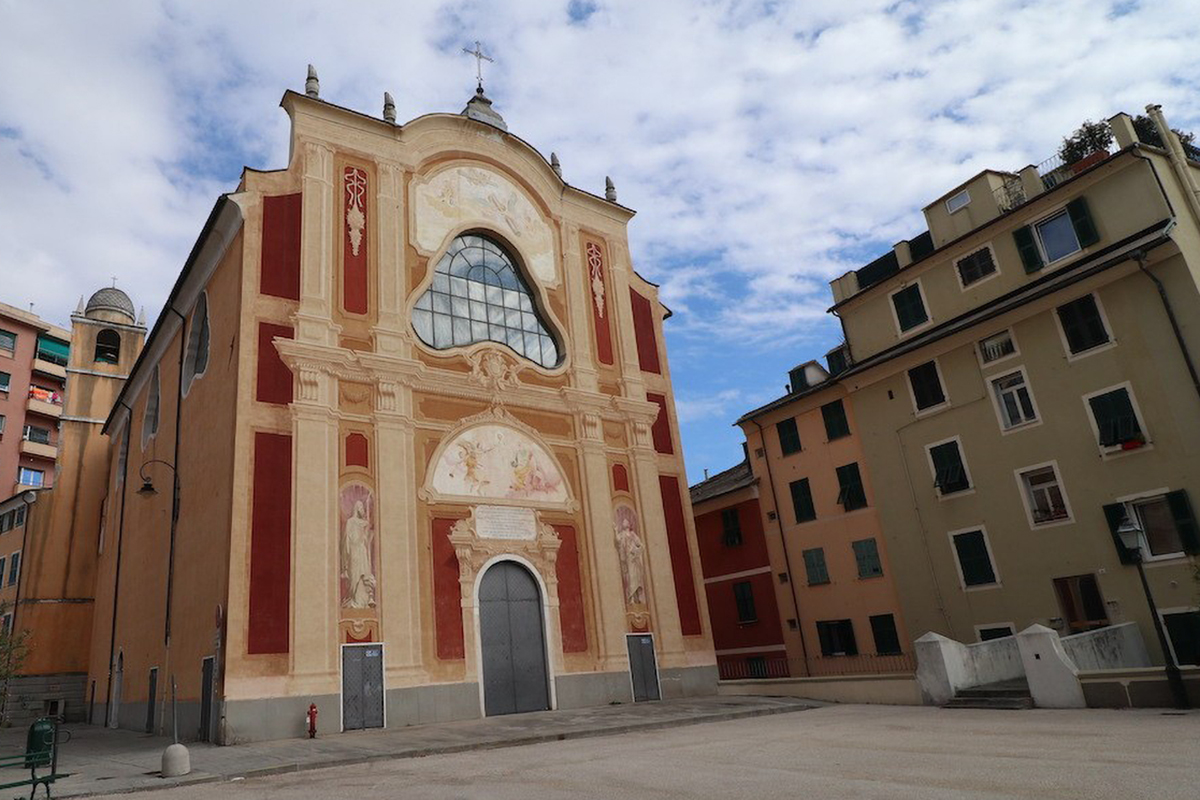
Chiesa di San Salvatore in Sarzano

- San Salvatore in Sarzano. Nel lato sud della piazza sorge la chiesa sconsacrata di San Salvatore in Sarzano, risalente al XII secolo ma ricostruita in stile barocco nel 1653[5][6] (nel 1611 secondo altre fonti). Gravemente danneggiata dai bombardamenti della seconda guerra mondiale e rimasta per decenni in rovina, è stata completamente ristrutturata negli anni novanta per ospitare l'aula magna della facoltà di architettura ma è utilizzata anche per congressi e concerti.[5][7] Nella chiesa venne battezzato il celebre violinista Niccolò Paganini[8]

### Il pozzo e il busto di Giano

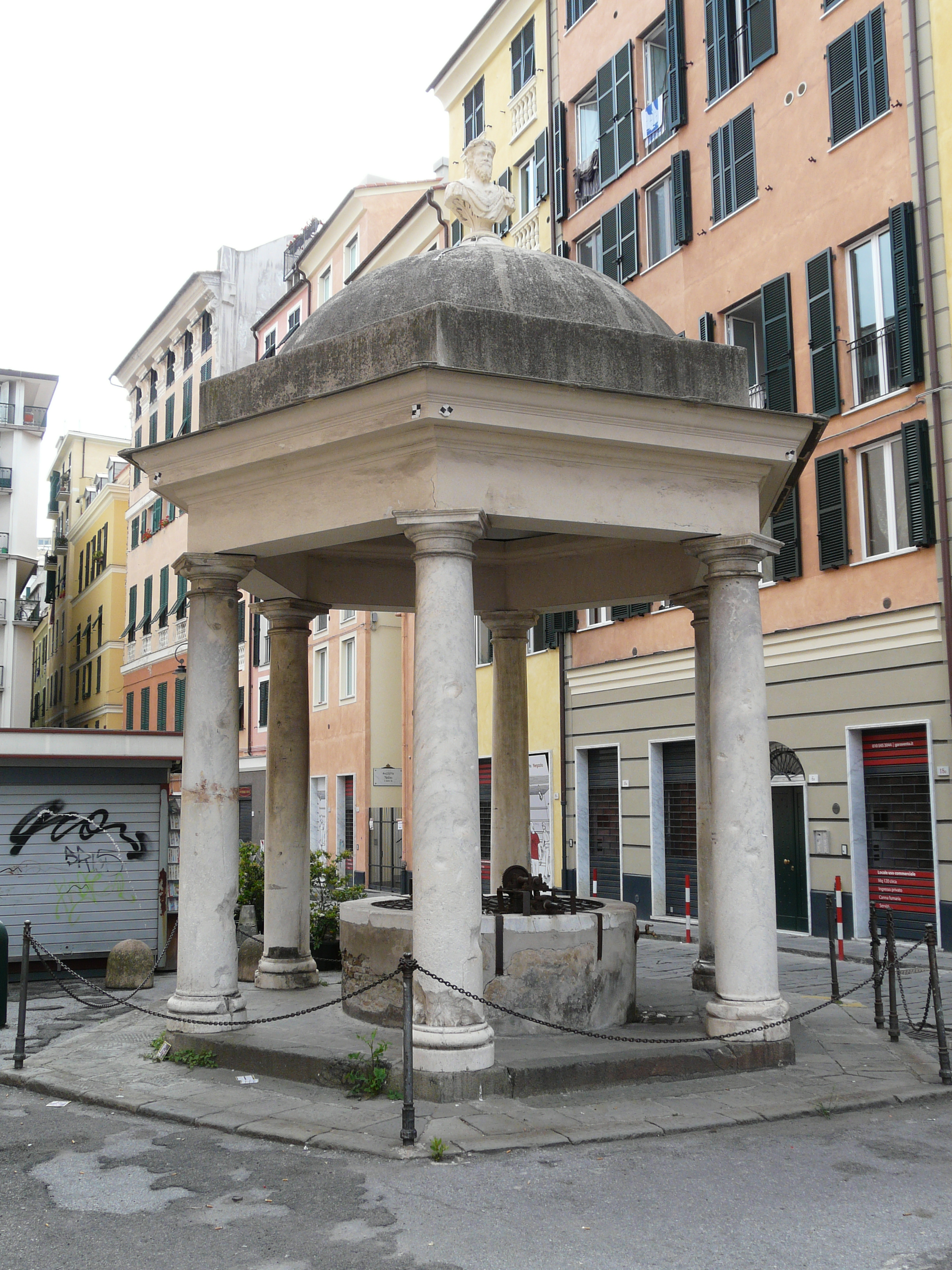
Il pozzo di piazza Sarzano

Sul lato di levante della piazza si trova un pozzo, coperto da un chiosco colonnato a pianta esagonale eretto nel Seicento su disegno di Bartolomeo Bianco, che attingeva ad una grossa cisterna alimentata dall'antico acquedotto civico costruita nel 1583 ed ancora oggi presente sotto alla piazza 
Il chiosco è sormontato da un busto di Giano bifronte, alto circa un metro, qui collocato nell'Ottocento, citato anche da Dino Campana, che nei ricordi del poeta diventa però l'effigie di un "savio imperatore romano".
In origine il chiosco era collocato in un altro punto della piazza, davanti alla chiesa di San Salvatore: venne restaurato nell'Ottocento da Giovanni Battista Resasco e spostato all'angolo con via E. Ravasco. In quell'occasione vi fu collocato anche il busto di Giano. Infatti la scultura (dal 2001 sostituita da una copia in resina, mentre l'originale in marmo di Carrara, molto deteriorato dalla lunga esposizione agli agenti atmosferici, è conservata all'interno del museo di Sant'Agostino) non faceva parte della struttura originaria del chiosco, ma proveniva dalla monumentale fontana di piazza Vacchero, adiacente a via del Campo. Neppure questa era tuttavia la sua destinazione originaria, riscoperta solo nel 1866 da Santo Varni, che la restaurò. La statua era stata commissionata nel 1536 dai Padri del Comune agli scultori lombardi, trapiantati a Genova, Gian Giacomo e Guglielmo Della Porta, padre e figlio, ed era parte di un barchile (fontana pubblica) da collocare nella piazza Nuova (l'attuale piazza Matteotti). Circa un secolo più tardi, nel 1628 la fontana venne trasferita nella piazza antistante la chiesa di San Domenico e da qui, dopo la demolizione della chiesa nell'Ottocento, in piazza Marsala, dove si trova tuttora. Il busto di Giano venne invece integrato nella fontana di piazza Vacchero, e vi rimase fino a quando il Resasco lo trasferì in piazza Sarzano.
Non vi è certezza su quale dei due Della Porta sia l'autore del busto, il cui stato di conservazione non consente una valutazione più approfondita; il Varni, che lo vide già deteriorato ma senz'altro in migliori condizioni di quanto sia attualmente, lo attribuì a Guglielmo, ma secondo studiosi contemporanei non è da escludere anche un contributo del padre Gian Giacomo.
Passato indenne dai bombardamenti della seconda guerra mondiale, che colpirono duramente la piazza e gli edifici circostanti, il chiosco, che versava comunque in stato di degrado, fu restaurato nel 2001. Anche il busto fu restaurato da Axel Nielsen e quindi ricoverato nel museo di Sant'Agostino, mentre sulla cupoletta del chiosco venne collocata la copia in resina.

## Storia
Il campo di Sarzano, una vasta spianata alla base del castello vescovile, iniziò a prender forma di piazza intorno alla metà del XII secolo, quando un religioso della congregazione di S. Rufo ottenne dai consoli di Genova "14 tavole di terra" per costruirvi la chiesa di San Salvatore. Pochi anni dopo l'intera spianata, compresa la nuova chiesa, venne inglobata nelle le mura dette "del Barbarossa".
Verso la fine del XII secolo al limite di ponente della piazza fu costruita la chiesa di Santa Croce (chiusa all'inizio dell'Ottocento e trasformata in abitazioni), con annesso un piccolo ospedale e nel 1260, su terreni adiacenti alla piazza, sul lato nord, il grande complesso conventuale degli agostiniani.
La spianata, unico vero spazio pubblico entro le mura cittadine, divenne, dalla metà del XII secolo, il centro della vita pubblica: sede di mercati, tornei cavallereschi, manifestazioni pubbliche e delle processioni delle casacce.
Le cronache riportano che il 1º novembre 1311 vi si riunì una grande assemblea popolare che, come proposto da Opizzino Spinola, stabilì di affidare per vent'anni la signoria della città all'imperatore Arrigo VII, pagandogli un tributo di sessantamila fiorini. L'imperatore aveva fatto il suo ingresso a Genova il 21 ottobre 1311, accolto con entusiasmo dalla popolazione poiché aveva promesso di riportare la pace tra le fazioni cittadine e ne partì il 16 febbraio 1312 lasciando come vicario Uguccione della Faggiola. Durante la sua permanenza in città, nel dicembre del 1311, morì l'imperatrice Margherita di Brabante, che fu sepolta a Genova; quanto resta del suo monumento sepolcrale, opera di Giovanni Pisano, è conservato nel museo di Sant'Agostino. La pace tuttavia non durò a lungo: morto prematuramente anche Arrigo VII nel 1313, il suo vicario abbandonò la città e le contese tra le fazioni ripresero con violenza.